# Apache Junction
Apache Junction é uma cidade localizada no estado americano do Arizona, nos condados de Maricopa e Pinal. Foi incorporada em 1978.

## Geografia
De acordo com o United States Census Bureau, a cidade tem uma área de 90,65 km², onde 90,62 km² estão cobertos por terra e 0,03 km² por água.

### Localidades na vizinhança
O diagrama seguinte representa as localidades num raio de 32 km ao redor de Apache Junction. 

## Demografia
Segundo o censo nacional de 2010, a sua população é de 35 840 habitantes e sua densidade populacional é de 395,5 hab/km². Possui 22 564 residências, que resulta em uma densidade de 249 residências/km².